# Wreck on the Highway
"Wreck on the Highway" je pjesma Brucea Springsteena s njegova albuma The River iz 1980. Verzija s albuma snimljena je u The Power Stationu u New Yorku u ožujku i travnju 1980.
Kao melankolična pjesma s falš završetkom, u "Wreck on the Highway" se ističu dionice na orguljama i akustičnoj gitari. Stihovi opisuju čovjeka koji na kišnoj izoliranoj autocesti svjedoči prometnoj nesreći u kojoj vozač pobjegne s mjesta događaja, a kasnije ga to isto proganja i izaziva nesanicu. Inspirirana je istoimenom country pjesmom Roya Acuffa i sličnom temom iz četrdesetih. Iako Springsteenova pjesma ima elemente countryja, glazba je mučnija i manje sentimentalna.
Zajedno s naslovnom pjesmom, "Independence Day" te "Point Blank", to je jedna od pjesama na albumu The River koja je u biti pripovijest o junaku. "Wreck on the Highway" i nekoliko drugih pjesama s albuma, kao što su naslovna pjesma i "Stolen Car", označavaju novi smjer u Springsteenovu pisanju pjesama: ove balade obojane su osjećajem beznađa koji najavljuje njegov sljedeći album, Nebraska, kao i zaokret k pesimizmu u Springsteenovu sveukupnom umjetničkom i osobnom pogledu na svijet. Sam Springsteen je istaknuo kako je "Wreck on the Highway" jedna od pjesama koje reflektiraju promjenu u njegovu stilu, povezujući The River i Nebrasku.
Kao pjesma sporog ritma, "Wreck on the Highway" nije bila posebno zastupljena na koncertima, s nekih 100 izvedbi do 2008. Gotovo sve te izvedbe su se dogodile na River Touru 1980. i 1981., a nekoliko se puta pojavila u pijanističkoj izvedbi na Devils & Dust Touru 2005.

## Vanjske poveznice
- Stihovi "Wreck on the Highway"  Arhivirana inačica izvorne stranice od 25. srpnja 2008. (Wayback Machine) na službenoj stranici Brucea Sprinsgteena